# Mesnerbichl (Andechs)
Das Naturschutzgebiet Mesnerbichl ist ein Naturschutzgebiet und ein Naturdenkmal im Ortsteil Erling der Gemeinde Andechs im Landkreis Starnberg. Gleichzeitig ist es Teil des Landschaftsschutzgebietes „Westlicher Teil des Landkreises Starnberg“ und des FFH-Gebietes „Moränenlandschaft zwischen Ammersee und Starnberger See“.

## Geschichte
In der Landschaft um Andechs haben sich Gebiete erhalten, die seit jeher wegen schlechter Zugänglichkeit oder ungenügender Bodenqualität extensiv genutzt wurden. Dort blieb – wie beim Mesnerbichl – ein natürlicher Lebensraum für inzwischen teilweise selten gewordene Pflanzen erhalten. Um auch in Zukunft eine Gefährdung der ursprünglichen Vegetation auszuschließen, wurde der Moränenhügel von der Reichsnaturschutzbehörde am 4. August 1941 unter Schutz gestellt. Er ist somit eines der ältesten Naturschutzgebiete Bayerns. 2004 folgte durch Natura 2000, dem Schutzgebietsnetz der Europäischen Union, die Anerkennung als FFH-Gebiet.
Der Mesnerbichl gehörte einst zum Besitz der St.-Vitus-Kirche in Erling. Sein älterer Name „Erbesberg“ erklärt sich daraus. dass das Kloster Ebersberg um 1317 das Kirchenpatronat innehatte. Da die Nutzung des Bichls bis ins 20. Jahrhundert dem Mesner der Kirche als Entlohnung für seine Dienste zustand, änderte der Volksmund in „Mesnerbichl“.

## Geografie und Geologie
Der Mesnerbichl liegt auf einer Höhe von 716 m ü. NN inmitten des „Machtlfinger Hügellands“, das das Gebiet zwischen dem Ammersee-Becken und dem Würmsee-Becken umschließt. Die von Endmoränen, Drumlins und glazialen Abflussrinnen geprägte voralpine Landschaft entstand gegen Ende der Würm-Kaltzeit durch die Schubkraft des Isar-Loisach-Gletschers.
Das zwischen den Orten Erling und Machtlfing gelegene Naturschutzgebiet ist nur über Wanderwege zu erreichen. Durch die reizvolle parkähnliche Landschaft auf dem Hügel führen schmale Pfade.

## Flora und Fauna

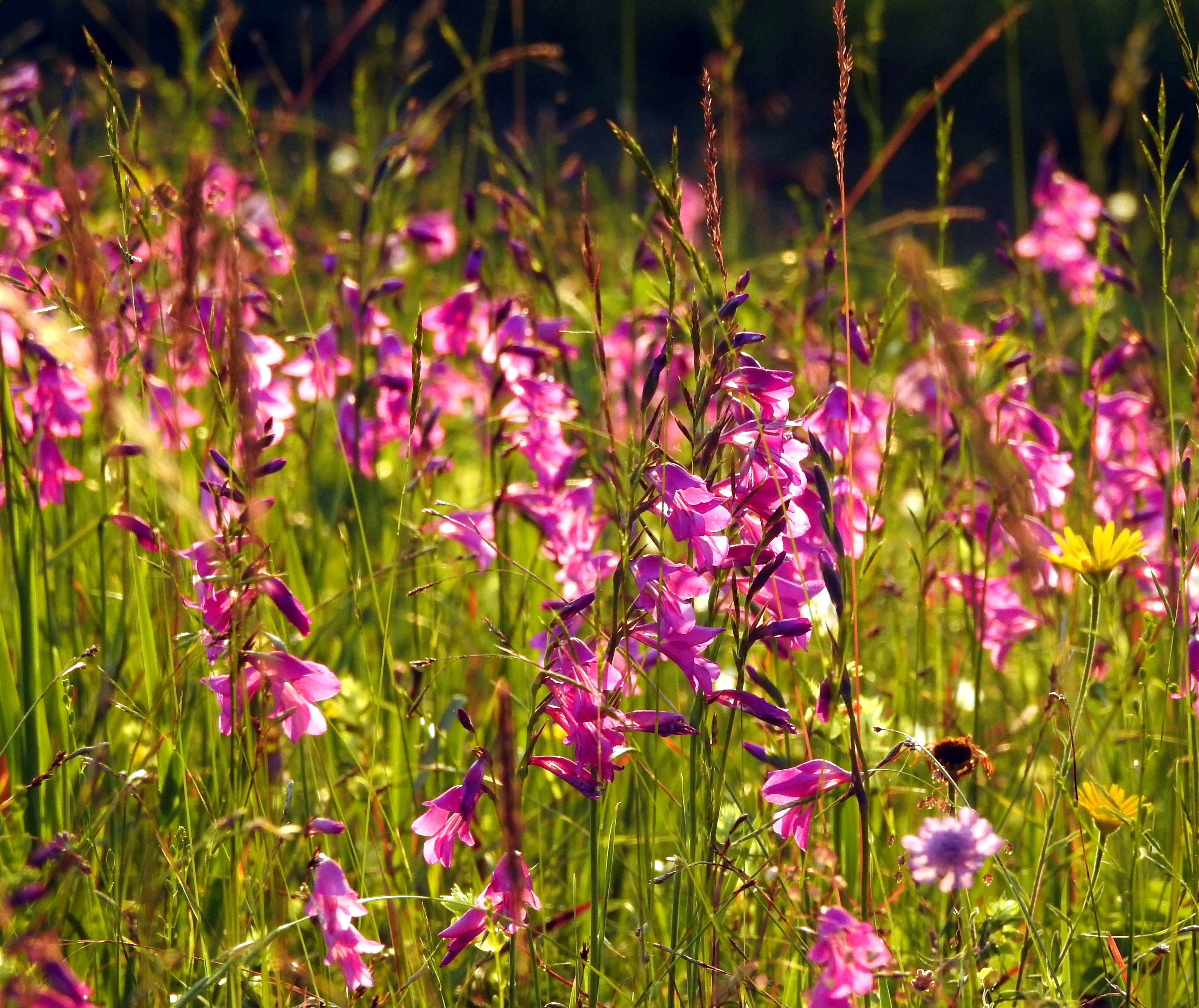
Sumpf-Gladiolen im Naturschutzgebiet Mesnerbichl

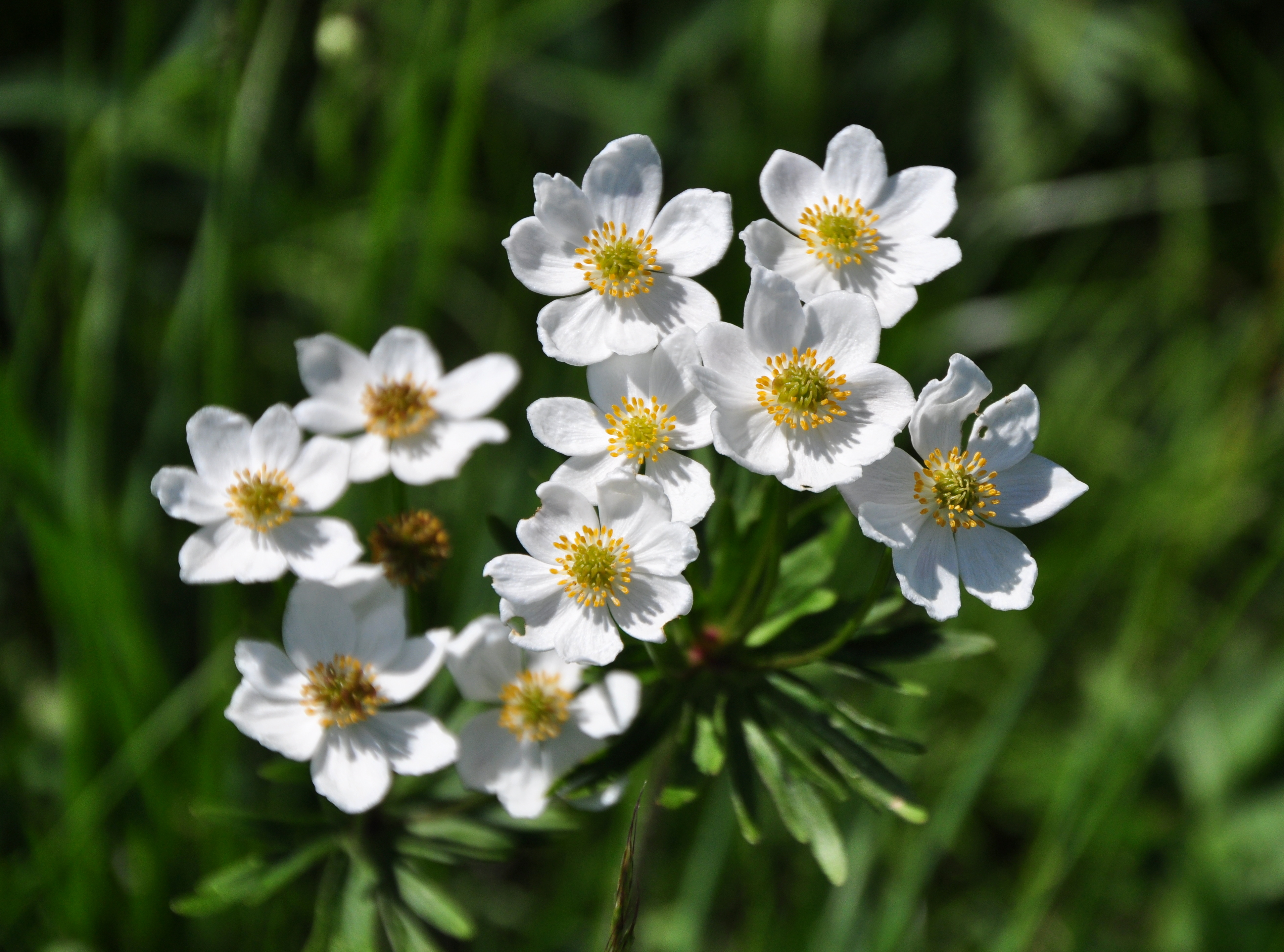
Alpen-Berghähnlein im Naturschutzgebiet Mesnerbichl

Die Magerrasenvegetation auf schwer zugänglichen Hügeln in der Landschaft zwischen Ammersee und Starnberger See gehört pflanzengeographisch zu den interessantesten Gebieten Südbayerns. Auf dem Mesnerbichl ist als Besonderheit das geschützte Narzissen-Windröschen oder Alpen-Berghähnlein zu erwähnen, das hier im Juni auf trockenen kalkhaltigen Hängen in verschwenderischer Fülle blüht. Es ist der einzige außeralpine Wuchsort dieser Anemone in Deutschland. Neben vielen anderen Pflanzen wie dem Frauenschuh oder der Mehlprimel ist auch der Stängellose Enzian hier anzutreffen. In den feuchten Streuwiesen im Süden des Naturschutzgebiets hat die Sumpf-Gladiole, ebenfalls eine botanische Rarität, ihr zweitgrößtes Vorkommen außerhalb der Alpen. Der Bund Naturschutz setzt sich seit langem für den Erhalt dieser Pflanze ein. Im Rahmen eines Glücksspirale-Projekts wurden 2012 die Gladiolen-Vorkommen erfasst. Im Gebiet Mesnerbichl beinhaltete der Bestand eine Anzahl von rund 17.000 Individuen der Sumpf-Gladiole.

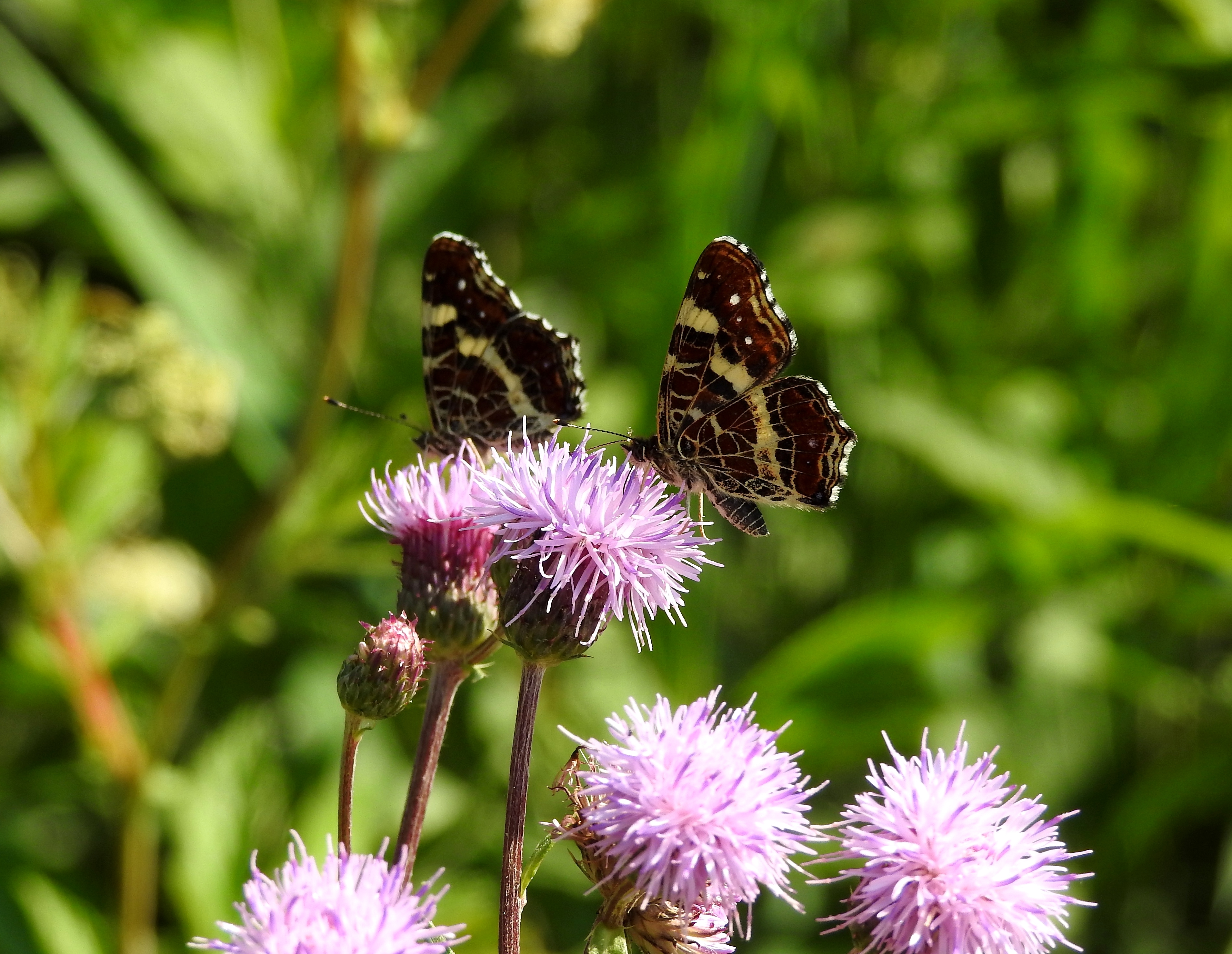
Landkärtchen-Falter im Naturschutzgebiet Mesnerbichl

Der auf der West- und Nordseite des Mesnerbichls vorhandene Kalkmagerrasen ist der natürliche Lebensraum für zahlreiche Insektenarten, insbesondere für Schmetterlinge deren Nahrung hauptsächlich aus Blütennektar besteht. Entsprechend groß ist die Anzahl der hier anzutreffenden
Tagfalter wie dem Admiral, dem Kleinen Fuchs, dem Mädesüß-Perlmuttfalter oder dem Landkärtchen.
Um die artenreiche Pflanzen- und Tierwelt des Hügels zu erhalten, hat der BN einige Wiesen und ehemalige Weideflächen des Gebietes gekauft und das restliche Areal gepachtet. Durch eine jährliche Mahd mit Balkenmäher und Sensen bewahren seitdem ehrenamtliche Helfer das Schutzgebiet vor der Verbuschung.